# Chiche Corte
Eduardo Héctor Corte Sánchez (Asunción, 14 de agosto de 1984), más conocido como Chiche Corte, es un conductor de radio y televisión. Ganador del Premio Paraná en la categoría «Mejor conducción de la televisión paraguaya».

## Trayectoria
Arrancó a los 11 años, con el programa Lucha fuerte emitido por el Sistema Nacional de Televisión con Juan Carlos Amoroso. Continuó en el mismo canal para hacer programas como Arriba la tele, y más tarde Club de niños del 9, junto a Paola Hermann y “el Tiger”.
Luego comenzó en las radios, en el verano de 1998 condujo en Radio Santa Mónica 97.9 FM, "La Brújula", luego continuó en la emisora con "Los top ten 979". En el 2000 comenzó con Sobredosis de radio, programa que luego pasó a Radio Latina 97.1 FM, y que sigue en la actualidad vigente con 17 años en esa emisora.
A la par que hacía radio, co-conducía programas veraniegos en la televisión, como La barra, Verano extremo y Especiales PILSEN ROCK, todo junto a Jorge Ratti, más adelante tuvo a su cargo la conducción de TeleShow verano, todos estos programas emitidos en Telefuturo. En el 2009 se sumó al Canal 11; LaTele, para hacer junto a Melissa Quiñónez el programa "Jugate a las 6" que finalizó a mediados del 2010.
Realizó especiales como Festival Internacional de la Canción de Viña del Mar y Premios Grammy Latinos, a través de Paravisión.
Desde marzo de 2011 integra la familia de Canal 13 para conducir el programa juvenil Yingo Paraguay, junto a Yeruti García. Y desde 2012 a 2014 junto a Paola Maltese.
En 2015 fue Presentador del Programa Camino al Éxito Hasta 2016 por la (RPC)
En julio de 2017 fue presentador del reality fenómeno de audiencia en Paraguay en el homónimo paraguayo del chileno “Mundos opuestos (Chile)” también llamado “Mundos opuestos”.
En 2018 No pierdas el billete un Programa para toda la familia fue para la RPC (Trece) fue también conducido
El 29 de julio de 2019, se reportó que Corte se uniría al SNT en enero de 2020 para conducir La mañana de cada día. Eventualmente, el 6 de enero de 2020 se incorporó al programa para reemplazar a Carlos Troche.

## Vida personal
La vida laboral le llevó a conocer a muchas personas, entre ellas, su exmujer Lara Tomassi (Comunicadora, Actriz y modelo de alta costura).
Tras 2 años de noviazgo, Chiche Corte y Lara Tomassi contrajeron matrimonio en diciembre de 2013. Los primeros rumores de separación comenzaron en 2015, pero no fue sino hasta 2017 que la pareja decidió poner fin a la relación manteniendo una amistad en buenos términos. Actualmente Chiche disfruta de la vida con su compañera María Victoria “Mavi” Amoroso, la mediática e hija del locutor de televisión Juan Carlos Amoroso.

### Televisión
| Año           | Programa                            | Rol                    | Canal                          |
| ------------- | ----------------------------------- | ---------------------- | ------------------------------ |
| 1995          | Lucha fuerte                        | Coconductor            | Sistema Nacional de Televisión |
| 1996          | Arriba la tele                      | Coconductor            | Sistema Nacional de Televisión |
|               | Club de niños del 9                 | Participante           | Sistema Nacional de Televisión |
|               | La barra                            | Coconductor            | Telefuturo                     |
|               | Verano extremo                      | Coconductor            | Telefuturo Canal 13            |
| 2009          | TeleShow verano                     | Conductor              | Telefuturo                     |
| 2009-2010     | Jugate a las 6                      | Conductor              | LaTele                         |
| 2011-2014     | Yingo Paraguay                      | Conductor              | Canal 13                       |
| 2015 - 2016   | Camino al éxito                     | Conductor              | Canal 13                       |
| 2017          | Mundos opuestos                     | Conductor              | Canal 13                       |
| 2018          | No pierdas el billete               | Conductor              | Canal 13                       |
| 2019          | A 40 Grados                         | Conductor              | Unicanal                       |
| 2019          | Tercer Tiempo                       | Conductor Reemplazante | Canal 13                       |
| 2019          | Reinas de Belleza del Paraguay 2019 | Conductor              | Unicanal                       |
| 2020-presente | La mañana de cada día               | Conductor              | Sistema Nacional de Televisión |

## Radio
- Radio FM - Radio Santa Mónica 97.9 (1998)
- Radio FM - Los Top 10 979 (1998)
- Radio FM - Sobredosis de radio (2000)
- Radio FM - Radio Latina 97.1 (2003)